# Liste der Baudenkmale in Hohenleipisch
In der Liste der Baudenkmale in Hohenleipisch sind alle Baudenkmale der brandenburgischen Gemeinde Hohenleipisch und ihrer Ortsteile aufgelistet. Grundlage ist die Veröffentlichung der Landesdenkmalliste mit dem Stand vom 31. Dezember 2023. Die Bodendenkmale sind in der Liste der Bodendenkmale in Hohenleipisch aufgeführt.

## Baudenkmale in den Ortsteilen
In den Spalten befinden sich folgende Informationen:
- ID-Nr.: Die Nummer wird vom Brandenburgischen Landesamt für Denkmalpflege vergeben. Ein Link hinter der Nummer führt zum Eintrag über das Denkmal in der Denkmaldatenbank. In dieser Spalte kann sich zusätzlich das Wort Wikidata befinden, der entsprechende Link führt zu Angaben zu diesem Denkmal bei Wikidata.
- Lage: die Adresse des Denkmales und die geographischen Koordinaten. Link zu einem Kartenansichtstool, um Koordinaten zu setzen. In der Kartenansicht sind Denkmale ohne Koordinaten mit einem roten beziehungsweise orangen Marker dargestellt und können in der Karte gesetzt werden. Denkmale ohne Bild sind mit einem blauen bzw. roten Marker gekennzeichnet, Denkmale mit Bild mit einem grünen beziehungsweise orangen Marker.
- Bezeichnung: Bezeichnung in den offiziellen Listen des Brandenburgischen Landesamtes für Denkmalpflege. Ein Link hinter der Bezeichnung führt zum Wikipedia-Artikel über das Denkmal.
- Beschreibung: die Beschreibung des Denkmales
- Bild: ein Bild des Denkmales und gegebenenfalls einen Link zu weiteren Fotos des Baudenkmals im Medienarchiv Wikimedia Commons

### Dreska
| ID-Nr.            | Lage               | Bezeichnung | Beschreibung | Bild           |
| ----------------- | ------------------ | ----------- | --- | -------------- |
| 09135415 Wikidata | (Lage)             | Dorfkirche  | Die evangelische Kirche stammt aus dem Jahre 1797. Die Orgel und der Kanzelaltar stammen aus dem 18. Jahrhundert. | weitere Bilder |
| 09135416 Wikidata | Dorfplatz 8 (Lage) | Wohnhaus    | Die Entstehung des Fachwerkbaus wird auf das Jahr 1834 datiert.                                                   | weitere Bilder |

### Hohenleipisch
| ID-Nr.   | Lage                      | Bezeichnung                                        | Beschreibung | Bild                                               |
| -------- | ------------------------- | -------------------------------------------------- | --- | -------------------------------------------------- |
| 09136106 | Bahnhofstraße (Lage)      | Familiengrabstätten Wilhelm Klee und Robert Krüger | Die Entstehung der Grabanlage wird auf die Zeit 1909/10 datiert. | Familiengrabstätten Wilhelm Klee und Robert Krüger |
| 09136024 | Am Bahnhof 1 (Lage)       | Bahnhofsanlage                                     | Die Entstehung des zweigeschossigen Gebäudes mit Satteldach wird auf das Jahr 1878 datiert. | Bahnhofsanlage                                     |
| 09135411 | Bauernring (Lage)         | Dorfkirche                                         | Die evangelische Kirche ist ein Bau aus Feldstein im spätgotischen Stil. Die Sakristei und die Vorhalle sind mittelalterlich. Im Inneren ist der Altar aus dem letzten Viertel des 15. Jahrhunderts. | weitere Bilder                                     |
| 09135412 | Bauernring (Lage)         | Fünf barocke Sandsteingrabsteine, auf dem Kirchhof | Hier handelt es sich um fünf barocke aus Sandstein bestehenden Grabmälern, welche sich auf dem einstigen Friedhofs des Ortes an der Kirche befinden.                                                 | Fünf barocke Sandsteingrabsteine, auf dem Kirchhof |
| 09135413 | Berliner Straße 19 (Lage) | Wohnhaus                                           | Die Entstehung des eingeschossigen Fachwerkbaus wird die Zeit um 1840 datiert. | weitere Bilder                                     |
| 09135757 | Berliner Straße 37 (Lage) | Forsthaus der Oberförsterei Elsterwerda            | Die Entstehung des eingeschossigen Fachwerkbaus wird auf die zweite Hälfte des 18. Jahrhunderts datiert.                                                                                             | Forsthaus der Oberförsterei Elsterwerda            |
| 09136048 | Bauernring (Lage)         | Wandbild an der Fassade der Goethe-Schule          | Das Wandbild in Form eines Sgraffito entstand im Jahre 1979 durch den Hohenleipischer Künstler Hans Eickworth.                                                                                       | Wandbild an der Fassade der Goethe-Schule          |